# TOKYO★1週間
『TOKYO★1週間』（とうきょういっしゅうかん）は、講談社が1997年から2010年まで首都圏で発行していた都市情報雑誌の名称。略称『T★1』。2010年6月8日発売号をもって休刊した。

## 概要
1997年11月18日に創刊。講談社初の都市情報誌であり、首都圏情報誌としては『ぴあ』（ぴあ株式会社）、『東京ウォーカー』（角川書店。現在は角川マーケティングが刊行）に続き3誌目となる。
当初は週刊で毎週火曜日発売だったが、2001年3月19日発売号より刊行形態を隔週に変更。発売日は引き続き火曜日のままとなった。

## 特徴
主に東京を中心とした首都圏の若者向け最新情報（デートスポット、グルメ、ホテル、映画、音楽情報など）を掲載。ラーメンやラブホテルに関する掘り下げた記事のほか、各分野に精通したライターやタレントらによる連載企画なども充実していた。また、エロに関する記事や芸能人の噂など、都市情報誌らしからぬディープな記事まで掲載していた。
創刊当初は男性向け雑誌の色合いが強かったが、その後は若者向けの総合情報誌というスタンスを取るようになっていく。
インターネットや携帯電話と連動した企画も行っている。刊行中は本誌表紙または一部ページにQRコードが掲載されておりバーコードリーダー対応携帯電話で読み取るとクーポン券や最新情報が入手できた。なお、2010年からはTwitterによる展開も開始されている。
競合他誌と同様、旬の女性タレントが毎号1名ずつ表紙に登場しており（※週刊時代は竹野内豊、金城武、猿岩石、つんく♂ら男性陣も表紙を飾った）、本誌ではトップページの「COVER GIRLS BEST★HIT!」にも登場していた。

## 姉妹誌・関連誌
ライバル誌『東京ウォーカー』が『横浜ウォーカー』『東海ウォーカー』『関西ウォーカー』と3地区の姉妹誌を持つのに対し本誌の姉妹誌は関西地区で1999年3月に創刊の『KANSAI1週間』（2008年12月よりサンケイリビング新聞社が発行）のみ。2004年にはコンビニエンスストア情報に特化した『ザ☆コンビニ1週間』、漫画と情報誌を融合させた新形態月刊誌『MOVE!』、2005年には全国エリア向け臨時増刊『1週間JAPAN』を発行したがいずれも短命に終わった。東海エリアでは名古屋の月刊女性誌『Cheek』を編集する流行発信が『TOKYO★1週間』編集部協力の元、ムック『TOKAI1週間』を不定期に発行していたが2008年3月を最後に発行が途絶えた。

## 誌名のロゴ表記
誌名ロゴは表紙左上に常に表記されていた。
- 1997年11月～1998年12月：プレゼンス字体で「TOKYO A WEEK 1週間」と表記していた。
- 1999年1月～12月：丸と角が合わさったロゴ字体で「TOKYO（改行）1週間」と表記。
- 2000年1月～：1999年より使用のロゴの「TOKYO」の隣に「★」が入る。これと同時に正式名称が「TOKYO★1週間」に変更。

## 主な内容・連載
（2010年6月の刊行終了時点）
- 大型特集企画（20～40ページ前後）
- T★1流行通信
- COVER GIRLS BEST★HIT!（毎号、表紙の女性タレント1名が登場）
- 新ネタパンチ
- 2Weeksダイアリー
- エンタメ★ケータイ通販
- 噂の1週間
- ディズニーNAVI
- 猛虎列伝はみだしジャーナル!（阪神タイガース関連コーナー）
- プレゼント&インフォメーション
- ケータイ★1週間
- スピードワゴン小沢のTOKYO TRIP PARTY～明日もまたデートしようよ～
- バロン金子の値切り屋が行く!
- ピストン西沢のようこそ「こぶとり食堂」へ
- 家電王子・細川茂樹のオレが『家電にモノ申す!!』
- 特許1週間 磁石の"笑品"開発部
- 北尾トロのいきどまり鉄道の旅
- どっぷりAKB48・SKE48・SDN48
- レレレのエコ道場
- 綾小路茂吉と世直し少年探偵団（風間やんわりによる漫画）
- NEXTブレイク芸人育成中! GEININ★1週間
- 裏読み コミック&BOOK
- 惑星 ASTROLOGY
- 石神の名店VS大崎の新店

## テレビ番組表
- テレビ情報ページには2週間（14日）分のテレビ番組表を掲載。1ページに1日分が掲載されており、左から「1 NHK総合」「4 日本テレビ」「6 TBSテレビ」「8 フジテレビ」「10 テレビ朝日」「12 テレビ東京」の順。また右隣（奇数ページの場合は左隣）に1/3のサイズで上から「デジタル1 NHK衛星第一」「デジタル2 NHK衛星第二」「3 NHK教育」の順に掲載されていた。なお、フルサイズのみGコードが掲載されていた。
- 各日番組表の下には当日放送の番組の中から4番組が紹介（映画放送日の場合は別枠で「今日の注目映画」を1番組掲載）されていた。
- 最終号は通常より8日多い3週間+1日（22日）分の番組表を掲載している。

## 雑誌の終了とその後
2010年6月8日発売号（第14巻12号、通巻430号）を最後に休刊、12年半の歴史に幕を下ろした。最終号は定価を特別定価の480円に設定し、12年間の集大成ともいえる特集を中心とした構成となっている。
なお、公式サイト「web★1週間」や携帯電話サイト「ケータイ★1週間」は今後も継続されることが決まっている。また、近々「エンタメMOOK」として再発売が予定されている。

## TOKYO★1週間TV
2010年4月6日より、インターネット放送のあっ!とおどろく放送局において、本誌編集部制作協力によるインターネットテレビ番組『TOKYO★1週間TV』を隔週火曜日21:00～生放送している。出演は三拍子ほか。番組では特集ページの裏側を公開するほか、最新スポットからの中継もある。